# Liste der Mitglieder des gambischen Parlaments (1972–1977)
Dies ist eine Liste der Mitglieder des gambischen Parlaments (1972–1977).
Die Mitglieder des Parlaments in der westafrikanischen Staat Gambia, dem Repräsentantenhaus (englisch House of Representatives), wurden bei den Parlamentswahlen 1972 gewählt. Damals bestand das Repräsentantenhaus aus insgesamt 40 Mitgliedern, wovon 32 Mitglieder bei den Wahlen über eine Direktwahl ermittelt wurden, weitere acht Mitglieder wurden ernannt.

## Mitglieder des Parlaments

### Gewählte Mitglieder des Parlaments
|  | Name                                       | Partei | Wahlkreis          | Verwaltungseinheit | Anmerkung                                      |
|  | ------------------------------------------ | ------ | ------------------ | ------------------ | ---------------------------------------------- |
|  | Pierre Sarr N’Jie (1909–1993)              | UP     | Bathurst North     | Bathurst           | ausgeschieden 1972, Nachfolger: Musa A Jobe    |
|  | Musa A. Jobe                               | UP     | Bathurst North     | Bathurst           | nachgewählt 1972 für: Pierre Sarr N’Jie        |
|  | John R. Forster († 1977)                   | UP     | Bathurst Central   | Bathurst           |                                                |
|  | Ibrahima Momodou Garba-Jahumpa (1912–1994) | PPP    | Bathurst South     | Bathurst           |                                                |
|  | Abdoulie K. N’Jie                          | PPP    | Bakau              | Kombo St. Mary     |                                                |
|  | Gibou M. Jagne († 2021)                    | UP     | Serekunda          | Kombo St. Mary     |                                                |
|  | Alieu B. N’Jie (1904–1982)                 | PPP    | Northern Kombo     | Brikama            |                                                |
|  | Famara Wassa Touray                        | PPP    | Southern Kombo     | Brikama            |                                                |
|  | Lamin Kitty Jabang (* 1942)                | PPP    | Eastern Kombo      | Brikama            |                                                |
|  | Momodou N. Sanyang († 1973)                | PPP    | Eastern Foni       | Brikama            | verstorben 1972, Nachfolger: Ismaila B. Jammeh |
|  | Ismaila B. Jammeh                          | PPP    | Eastern Foni       | Brikama            | nachgewählt 1973 für: Momodou N. Sanyang       |
|  | Bakary Landing Kuti Sanyang                | PPP    | Western Foni       | Brikama            |                                                |
|  | Kemo Sanneh                                | PPP    | Eastern Jarra      | Mansa Konko        |                                                |
|  | Yaya Ceesay (* 1937)                       | PPP    | Western Jarra      | Mansa Konko        |                                                |
|  | Jerreh L. B. Daffeh (1930–1998)            | PPP    | Eastern Kiang      | Mansa Konko        |                                                |
|  | Howsoon O. Semega-Janneh                   | PPP    | Western Kiang      | Mansa Konko        |                                                |
|  | Saihou S. Sabally (* 1947)                 | PPP    | Sabach Sanjal      | Kerewan            |                                                |
|  | Baba M. Touray                             | PPP    | Illiasa            | Kerewan            |                                                |
|  | Sheriff M. Dibba (1937–2008)               | PPP    | Central Baddibu    | Kerewan            |                                                |
|  | Kalilou F. Singhateh (1934–2025)           | PPP    | Lower Baddibu      | Kerewan            |                                                |
|  | Landing Jallow Sonko († 2015)              | PPP    | Jokadu             | Kerewan            |                                                |
|  | Mafode (Foday) F. Sonko                    | PPP    | Niumi              | Kerewan            |                                                |
|  | Kebba N. Leigh                             | PPP    | Sami               | Georgetown         |                                                |
|  | Demba S. Cham                              | PPP    | Niani              | Georgetown         |                                                |
|  | Kebba A. Bayo                              | PPP    | Saloum             | Georgetown         |                                                |
|  | Abdul M’Ballow                             | PPP    | Lower Fulladu West | Georgetown         |                                                |
|  | Kebba K. Jawara                            | PPP    | Upper Fulladu West | Georgetown         |                                                |
|  | Lamin B. M’Boge                            | PPP    | Niamina            | Georgetown         |                                                |
|  | Momodou C. Jallow (1919–2000)              | PPP    | Jimara             | Basse              |                                                |
|  | Andrew D. Camara (1923–2013)               | PPP    | Kantora            | Basse              |                                                |
|  | Momodou C. Cham (* 1938)                   | PPP    | Tumana             | Basse              |                                                |
|  | Kebba J. Krubally                          | PPP    | Basse              | Basse              |                                                |
|  | Sana Saidy                                 | PPP    | Wuli               | Basse              |                                                |
|  | Batapa Drammeh                             | Unabh. | Sandu              | Basse              | ausgeschieden 1973, Nachfolger: Musa S. Dabo   |
|  | Musa S. Dabo                               | PPP    | Sandu              | Basse              | nachgewählt 1973 für: Batapa Drammeh           |

### Ernannte Mitglieder des Parlaments
Acht weitere Mitglieder des Parlaments wurden ernannt, diese sind bislang unzureichend belegt. Darunter wurden vier von den Seyfolu unter ihren Reihen gewählt. Auch der Attorney General (deutsch Generalstaatsanwalt) ist ex-officio (deutsch von Amts wegen) ist Mitglied des Parlaments.
| Name                                | Partei | Anmerkung                                                      |
| ----------------------------------- | ------ | -------------------------------------------------------------- |
| n/a                                 |        | Attorney General                                               |
| Samuel Horton Jones (1909–1990)     |        | Parlamentssprecher                                             |
| Lucretia St. Clair Joof (1913–1982) |        |                                                                |
| Momodou Baboucar Njie (1929–2009)   |        |                                                                |
| Kebba T. Jammeh (1935–2000)         |        | Chiefs Representative und stellvertretender Parlamentssprecher |
| n/a                                 |        | Chiefs Representative                                          |
| n/a                                 |        | Chiefs Representative                                          |
| n/a                                 |        | Chiefs Representative                                          |

## Veränderungen
- Pierre Sarr N’Jie (UP), Wahlkreis Bathurst North, Member of Parliament bis 1972
- Musa A. Jobe (UP), Wahlkreis Bathurst North, Member of Parliament ab 1972
- Momodou N. Sanyang (PPP), Wahlkreis Eastern Foni, Member of Parliament bis 1973
- Ismaila B. Jammeh (PPP), Wahlkreis Eastern Foni, Member of Parliament ab 1973
- Batapa Drammeh (parteilos), Wahlkreis Sandu, Member of Parliament bis 1973
- Musa S. Dabo (PPP), Wahlkreis Sandu, Member of Parliament ab 1973

## Spezielle Funktionen
- Sprecher der Mehrheitsfraktion (englisch Majority Leader): n/a
- Sprecher der Minderheitsfraktion (englisch Minority Leader): n/a
- Parlamentssprecher: Samuel Horton Jones

## Abkürzungen und Akronyme
| UP  | United Party               |
| PPP | People’s Progressive Party |
| MP  | Member of Parliament       |